# Same Trailer Different Park
Same Trailer Different Park en —español: Mismo remolque, parque diferente— es el cuarto álbum de estudio y el debut discográfico del artista de música country estadounidense Kacey Musgraves. Fue lanzado el 19 de marzo de 2013 a través de Mercury Nashville. Musgraves coescribió todas las doce canciones y coprodujo el álbum con Luke Laird y Shane McAnally. El álbum fue nominado al Grammy al mejor álbum de música country en los Premios Grammy de 2014. [cita requerida]

## Lista de canciones
| N.º | Título                | Escritor(es)                                  | Duración |  |
| 1.  | «Silver Lining»       | Kacey Musgraves, Shane McAnally, Josh Osborne | 3:50     |  |
| 2.  | «My House»            | Musgraves, McAnally, Osborne                  | 2:42     |  |
| 3.  | «Merry Go 'Round»     | Musgraves, McAnally, Osborne                  | 3:28     |  |
| 4.  | «Dandelion»           | Musgraves, McAnally, Brandy Clark             | 3:04     |  |
| 5.  | «Blowin' Smoke»       | Musgraves, McAnally, Luke Laird               | 3:08     |  |
| 6.  | «I Miss You»          | Musgraves, Laird, Osborne                     | 3:50     |  |
| 7.  | «Step Off»            | Musgraves, McAnally, Laird                    | 3:03     |  |
| 8.  | «Back on the Map»     | Musgraves, Laird                              | 4:06     |  |
| 9.  | «Keep It to Yourself» | Musgraves, McAnally, Laird                    | 3:17     |  |
| 10. | «Stupid»              | Musgraves, McAnally, Osborne                  | 2:38     |  |
| 11. | «Follow Your Arrow»   | Musgraves, McAnally, Clark                    | 3:21     |  |
| 12. | «It Is What It Is»    | Musgraves, Clark, Laird                       | 3:46     |  |

## Personal
Créditos adaptadas de Allmusic.
| - Misa Arriaga – guitarra acústica, coros, ukelele y voz - Bucky Baxter – guitarra pedal de acero - Oscar Aranda - guitarra acústica, efectos de fondo - Leann Bennett – coordinación de la producción - Charlie Brocco – ingeniero - J. T. Corenflos – guitarra eléctrica - Dave Levita – guitarra eléctrica - Fred Eltringham – tambores, zapateo - Ryan Gore – ingeniero de mezcla - Mike "Frog" Griffith – coordinación de la producción - Kree Harrison – coros - Natalie Hemby – coros - Claire Indie – violonchelo - Luke Laird – guitarra acústica, coros, guitarra eléctrica, el ruido, productor, voz - Shane McAnally – coros, productor, voz | - Rob McNelly – guitarra eléctrica - Andrew Mendelson – masterización - Kacey Musgraves – guitarra acústica, dirección de arte, armónica, productor, voz, silbato - Kelly Christine Musgraves – dirección de arte, fotografía - Karen Naff – dirección de arte, diseño, ilustraciones - Josh Osborne – guitarra acústica, coros - Russ Pahl – guitarra pedal de acero - Steve Richards – ilustraciones - Kyle Ryan – guitarra eléctrica, voz - Hannah Schroeder – violonchelo - Jimmie Lee Sloas – bajo - Matt Stanfield – teclados, Wurlitzer - Ilya Toshinsky – guitarra acústica, banjo, coordinación, guitarra eléctrica, guitarra resonador - John Henry Trinko – acordeón |

## Posicionamiento en listas
| Listas (2013)                            | Mejor posición |
| ---------------------------------------- | -------------- |
| Estados Unidos (U.S. Billboard 200)      | 2              |
| Estados Unidos (U.S. Top Country Albums) | 1              |
| Reino Unido (UK Albums Chart)            | 39             |